# Letia
Letia (in corso Letia) è un comune francese di 111 abitanti situato nel dipartimento della Corsica del Sud nella regione della Corsica.

## Società

### Evoluzione demografica
Abitanti censiti